# Hundertjähriger Krieg
Als Hundertjähriger Krieg (französisch La guerre de Cent Ans, englisch Hundred Years’ War) wird die Zeit von 1337 bis 1453 bezeichnet, bezogen auf den zu dieser Zeit herrschenden bewaffneten anglofranzösischen Konflikt sowie den ebenfalls zu der Zeit stattfindenden französischen Bürgerkrieg der Armagnacs und Bourguignons (1410 bis 1419).
Hintergrund der andauernden Kämpfe bildeten ein lehensrechtlicher Streit um die Besitzungen und die Rolle der englischen Könige als Herzöge von Aquitanien im Königreich Frankreich und der sich daran anschließende Streit um die Thronfolge in Frankreich zwischen dem englischen König Edward III. (Haus Plantagenet) und dem französischen König Philippe VI. (Haus Valois). Hinzu kam ein innerfranzösischer Konflikt um Macht und Einfluss zwischen den Parteien der Armagnacs und der Bourguignons.
Letzten Endes waren es die Valois, die siegreich aus der langjährigen Auseinandersetzung hervorgingen.
Der Hundertjährige Krieg trug entscheidend zur endgültigen Herausbildung eines eigenen Nationalbewusstseins sowohl bei den Franzosen als auch bei Engländern bei, wie auch zu einer abschließenden Aufspaltung von Frankreich und England in zwei separate Staatswesen. Außerdem wurden viele technische Neuerungen der Kriegführung eingeführt, zum Beispiel schwere Artillerie in der Schlacht von Castillon (1453), die erste europäische Feldschlacht, die durch den Einsatz von Schießpulver entschieden wurde.

## Begriffsgeschichte

Historiker Henri Martin (1810–1883)

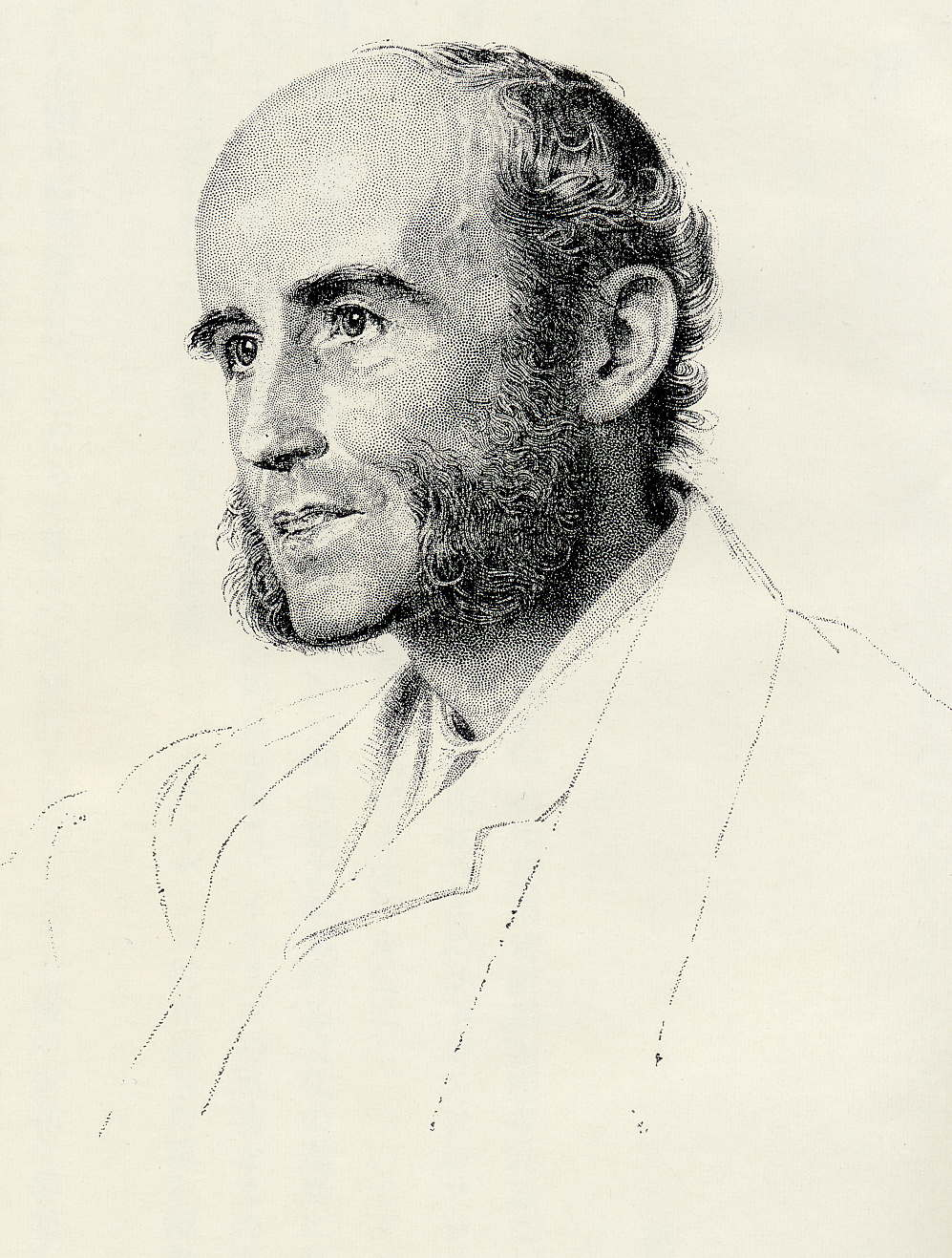
Historiker John Richard Green (1837–1883)

Der Begriff „Hundertjähriger Krieg“ wurde von Historikern rückblickend eingeführt und bezeichnet traditionell die Zeit von 1337 bis 1453, in der englische Könige versuchten, ihre Ansprüche auf den französischen Thron mit Waffengewalt durchzusetzen. Dennoch bestand dieser Konflikt aus mehreren Phasen und einzelnen Kriegen, die erst später als ein einziger Komplex gesehen wurden.
Bereits zeitgenössische französische Chronisten datierten die Kriege jener Zeit zurück bis ins Jahr 1328 und deuteten somit die größeren Zusammenhänge an. So schrieb zum Beispiel Eustache Deschamps um das Jahr 1389 in einem Gedicht von damaligen Kämpfen, die seit cinquante-deux ans (52 Jahren) andauerten. Auch im 16. Jahrhundert erkannte man einen Zusammenhang zwischen den einzelnen Kampfhandlungen. So bemerkte Jacques de Meyer in seinen Commentaria sive Annales Rerum Flandicarum, dass der Krieg zwischen England und Frankreich mit seinen Intervallen über hundert Jahre dauerte. Doch erst Jean de Montreuil ging in seinem 1643 erschienenen Buch Histoire de France explizit von einem einzigen Krieg aus, der von 1337 bis 1497 gedauert habe. Darin folgten ihm später auch britische Historiker wie David Hume in seiner History of England (1762) und Henry Hallam in seinem View of the State of Europe During the Middle Ages (1818), auch wenn sie bezüglich der Dauer des Konfliktes voneinander abwichen.
In Frankreich machte Professor François Guizot diese Herangehensweise ab 1828 bekannt, wiewohl der konkrete Begriff „guerre de cent ans“ bereits einige Jahre älter war. Zum ersten Mal verwendete ihn C. Desmichels im Jahre 1823 in seinem Tableau chronologique de l’Histoire du Moyen Age. Das erste Buch, das diesen Begriff als Titel trug, wurde 1852 von Théodore Bachelet herausgegeben. Kurz darauf machte der Historiker Henri Martin den Begriff und ein umfassendes Konzept dazu in seiner populären Histoire de France (1855) bekannt. Begriff und Konzept setzten sich in Frankreich schnell durch. Bereits 1864 verwendete ihn Henri Wallon und später auch François Guizot selbst in seiner Histoire de France (1873). Im englischsprachigen Raum setzte sich Edward Freeman seit 1869 für eine Übernahme des französischen Begriffs ein. John Richard Green folgte diesem Rat in seiner Short History of the English People (1874), und in den folgenden Jahren erschienen in Großbritannien zahlreiche Monographien unter diesem Titel. Die Encyclopædia Britannica verzeichnete ihn erstmals in ihrer Ausgabe von 1879.
Im 20. Jahrhundert wurde der Begriff mehrfach kritisiert. Man wies darauf hin, dass er lediglich die dynastischen Aspekte und eine bestimmte Phase der englisch-französischen Beziehungen hervorhebe, die sich nicht wesentlich von der vorangegangenen Entwicklung seit der normannischen Eroberung Englands (1066) unterscheide. Andere Historiker vertraten die Ansicht, dass die verschiedenen Phasen und Kriege des Konfliktes zu unterschiedlich seien, als dass sie zusammengefasst werden könnten. Auch stelle es einen Kritikpunkt dar und sei ziemlich willkürlich, wenn das Kriegsende auf 1453 festgelegt werde. Dem Fall von Bordeaux folgte in der Tat kein Friedensschluss und auch danach kam es 1474, 1488 und 1492 zu englischen Invasionen, die in der Tradition des vorangegangenen Konfliktes lagen. Weiterhin hielt die englische Krone die Stadt Calais bis zum Jahr 1558, während sie ihre Ansprüche auf den französischen Thron bis zum Jahr 1802 behauptete. So unterschiedlich die Kritik ausfiel, so unterschiedlich sehen bis heute die verschiedenen Konzepte aus, die daraus resultierten. Gemeinsam ist ihnen lediglich eine allgemeine Abkehr von der nationalen Herangehensweise des 19. Jahrhunderts. Wie der Historiker Kenneth Fowler betonte, betrachtet man die Geschichte des Krieges inzwischen als anglo-französisch statt englisch und französisch. Dies sei notwendig, weil es ein „England“ oder „Frankreich“ in unserem heutigen Verständnis vor 1337 nicht gab und die beiden vorstaatlichen Gebilde eng ineinander verwoben waren. Ihre Loslösung voneinander ergab sich erst im Laufe des Konfliktes selbst.

## Hintergrund und Vorgeschichte

### Das anglo-französische Verhältnis

Die Lehen der englischen Könige (rot) in Frankreich auf dem Höhepunkt ihrer territorialen Ausbreitung (um 1173)

1066 hatte der normannische Herzog Wilhelm I. England erobert und sich dort zum König ausgerufen. In der Folge stellten die mit ihm in das Land gekommenen Adeligen die neue Aristokratie Englands. Sie blieben der französischen Herkunft noch lange kulturell und in ihrem Selbstverständnis eng verbunden, die englische Sprache setzte sich beispielsweise erst ab etwa 1250 nach und nach in der herrschenden Schicht durch. Zudem verfügte die englische Aristokratie bis zu Beginn des 13. Jahrhunderts oftmals noch über teilweise beträchtlichen Grundbesitz in Frankreich.
Politisch nahmen die englischen Könige eine Doppelrolle ein. Während sie einerseits England als souveränes Königreich beherrschten und damit dem französischen König gleichgestellt waren, blieben sie zugleich Herzöge und Grafen in Frankreich und waren in dieser Rolle dem französischen König lehensrechtlich untergeordnet. Auf dem Höhepunkt ihrer territorialen Ausdehnung (1173) beherrschte das sogenannte Angevinische Reich neben dem Königreich England die französischen Herzogtümer Normandie, Aquitanien, Gascogne und Bretagne sowie die Grafschaften Anjou, Maine und Touraine. Der souveräne englische König war damit zugleich größter Grundbesitzer in Frankreich und mit den dortigen Territorien mächtigster Vasall des französischen Königs.
Das französische Königsgeschlecht der Kapetinger war stets bemüht, die Rolle der anglo-französischen Vasallen zu schwächen. In einer Vielzahl von teils diplomatischen, teils bewaffneten Konflikten gelang es ihm nach und nach, den ungeliebten Vasallen zurückzudrängen. Um die Wende zum 13. Jahrhundert kam es zum Krieg zwischen dem französischen König Philipp II. und seinem englischen Vasallen Johann Ohneland. In der Folge gingen diesem im Jahr 1202 die Grafschaften Touraine und Anjou, 1204 das Herzogtum Normandie sowie 1205 die Grafschaft Maine verloren. Nach einem Streit um die Nachfolge entfernte sich auch die Bretagne 1213 zusehends von England. Alle Versuche des englischen Königshauses, die verlorenen Gebiete zurückzuerobern, scheiterten in den folgenden Jahren (Schlachten von Roche-aux-Moines und Bouvines). 1224 besetzte König Ludwig VIII. den überwiegenden Teil Aquitaniens. Der englische König Heinrich III. erkannte die Verluste schließlich 1259 im Vertrag von Paris an. Die wenigen verbliebenen Gebiete Aquitaniens wurden mit der Gascogne zum neuen Herzogtum Guyenne zusammengefasst.
Auch wenn es in den folgenden Jahrzehnten aufgrund der guten persönlichen Beziehungen zwischen Eduard I. und Philipp IV. zunächst zu einer gewissen Beruhigung kam, bestand der grundsätzliche Gegensatz doch fort. Unter Eduard II. auf englischer und Ludwig X., Philipp V. und schließlich Karl IV. auf französischer Seite intensivierten sich die Streitigkeiten ab 1307 erneut. Eine zentrale Frage war hierbei die Huldigung, die der englische König als Herzog der Guyenne seinem Lehnsherrn, dem französischen König, zu leisten hatte und die von ihm als unwürdige Demütigung empfunden wurde. Auch die Zirkulation englischer Münzen mit dem Konterfei des englischen Königs in Frankreich sowie der Streit um gerichtliche Zuständigkeiten belasteten das Verhältnis schwer.

### Streit um die französische Thronfolge und um Schottland
|                                            |                                            |                                            |                                            |                                            |                                            |  |  |                                           |                                           |                                           |                                           |                                              |                                              |                                              |                                              |                                              |                                              |                                             |                                             |                                             |                                             |  |  | Philipp III. König von Frankreich (1270–1285) |                                          |                                          |                                          |                                           |                                           |                                           |                                           |                                           |                                           |                                          |                                          |                                          |                                          |  |  |                                              |                                              |                                              |                                              |                                              |                                              |  |  |                         |                         |                         |                         |                         |                         |  |  |  |  |  |  |  |  |  |  |  |  |  |  |  |  |  |  |
|                                            |                                            |                                            |                                            |                                            |                                            |  |  |                                           |                                           |                                           |                                           |                                              |                                              |                                              |                                              |                                              |                                              |                                             |                                             |                                             |                                             |  |  |                                               |                                          |                                          |                                          |                                           |                                           |                                           |                                           |                                           |                                           |                                          |                                          |                                          |                                          |  |  |                                              |                                              |                                              |                                              |                                              |                                              |  |  |                         |                         |                         |                         |                         |                         |  |  |  |  |  |  |  |  |  |  |  |  |  |  |  |  |  |  |
|                                            |                                            |                                            |                                            |                                            |                                            |  |  |                                           |                                           |                                           |                                           |                                              |                                              |                                              |                                              |                                              |                                              |                                             |                                             |                                             |                                             |  |  |                                               |                                          |                                          |                                          |                                           |                                           |                                           |                                           |                                           |                                           |                                          |                                          |                                          |                                          |  |  |                                              |                                              |                                              |                                              |                                              |                                              |  |  |                         |                         |                         |                         |                         |                         |  |  |  |  |  |  |  |  |  |  |  |  |  |  |  |  |  |  |
|                                            |                                            |                                            |                                            |                                            |                                            |  |  |                                           |                                           |                                           |                                           |                                              |                                              |                                              |                                              |                                              |                                              |                                             |                                             |                                             |                                             |  |  |                                               |                                          |                                          |                                          |                                           |                                           |                                           |                                           |                                           |                                           |                                          |                                          |                                          |                                          |  |  |                                              |                                              |                                              |                                              |                                              |                                              |  |  |                         |                         |                         |                         |                         |                         |  |  |  |  |  |  |  |  |  |  |  |  |  |  |  |  |  |  |
|                                            |                                            |                                            |                                            |                                            |                                            |  |  |                                           |                                           |                                           |                                           | Philipp IV. König von Frankreich (1285–1314) | Philipp IV. König von Frankreich (1285–1314) | Philipp IV. König von Frankreich (1285–1314) | Philipp IV. König von Frankreich (1285–1314) | Philipp IV. König von Frankreich (1285–1314) | Philipp IV. König von Frankreich (1285–1314) |                                             |                                             |                                             |                                             |  |  |                                               |                                          |                                          |                                          |                                           |                                           |                                           |                                           |                                           |                                           |                                          |                                          |                                          |                                          |  |  | Karl Graf von Valois                         | Karl Graf von Valois                         | Karl Graf von Valois                         | Karl Graf von Valois                         | Karl Graf von Valois                         | Karl Graf von Valois                         |  |  | Ludwig Graf von Évreux  | Ludwig Graf von Évreux  | Ludwig Graf von Évreux  | Ludwig Graf von Évreux  | Ludwig Graf von Évreux  | Ludwig Graf von Évreux  |  |  |  |  |  |  |  |  |  |  |  |  |  |  |  |  |  |  |
|                                            |                                            |                                            |                                            |                                            |                                            |  |  |                                           |                                           |                                           |                                           | Philipp IV. König von Frankreich (1285–1314) | Philipp IV. König von Frankreich (1285–1314) | Philipp IV. König von Frankreich (1285–1314) | Philipp IV. König von Frankreich (1285–1314) | Philipp IV. König von Frankreich (1285–1314) | Philipp IV. König von Frankreich (1285–1314) |                                             |                                             |                                             |                                             |  |  |                                               |                                          |                                          |                                          |                                           |                                           |                                           |                                           |                                           |                                           |                                          |                                          |                                          |                                          |  |  | Karl Graf von Valois                         | Karl Graf von Valois                         | Karl Graf von Valois                         | Karl Graf von Valois                         | Karl Graf von Valois                         | Karl Graf von Valois                         |  |  | Ludwig Graf von Évreux  | Ludwig Graf von Évreux  | Ludwig Graf von Évreux  | Ludwig Graf von Évreux  | Ludwig Graf von Évreux  | Ludwig Graf von Évreux  |  |  |  |  |  |  |  |  |  |  |  |  |  |  |  |  |  |  |
|                                            |                                            |                                            |                                            |                                            |                                            |  |  |                                           |                                           |                                           |                                           |                                              |                                              |                                              |                                              |                                              |                                              |                                             |                                             |                                             |                                             |  |  |                                               |                                          |                                          |                                          |                                           |                                           |                                           |                                           |                                           |                                           |                                          |                                          |                                          |                                          |  |  |                                              |                                              |                                              |                                              |                                              |                                              |  |  |                         |                         |                         |                         |                         |                         |  |  |  |  |  |  |  |  |  |  |  |  |  |  |  |  |  |  |
|                                            |                                            |                                            |                                            |                                            |                                            |  |  |                                           |                                           |                                           |                                           |                                              |                                              |                                              |                                              |                                              |                                              |                                             |                                             |                                             |                                             |  |  |                                               |                                          |                                          |                                          |                                           |                                           |                                           |                                           |                                           |                                           |                                          |                                          |                                          |                                          |  |  |                                              |                                              |                                              |                                              |                                              |                                              |  |  |                         |                         |                         |                         |                         |                         |  |  |  |  |  |  |  |  |  |  |  |  |  |  |  |  |  |  |
| Ludwig X. König von Frankreich (1314–1316) | Ludwig X. König von Frankreich (1314–1316) | Ludwig X. König von Frankreich (1314–1316) | Ludwig X. König von Frankreich (1314–1316) | Ludwig X. König von Frankreich (1314–1316) | Ludwig X. König von Frankreich (1314–1316) |  |  | Karl IV. König von Frankreich (1322–1328) | Karl IV. König von Frankreich (1322–1328) | Karl IV. König von Frankreich (1322–1328) | Karl IV. König von Frankreich (1322–1328) | Karl IV. König von Frankreich (1322–1328)    | Karl IV. König von Frankreich (1322–1328)    |                                              |                                              | Philipp V. König von Frankreich (1316–1322)  | Philipp V. König von Frankreich (1316–1322)  | Philipp V. König von Frankreich (1316–1322) | Philipp V. König von Frankreich (1316–1322) | Philipp V. König von Frankreich (1316–1322) | Philipp V. König von Frankreich (1316–1322) |  |  | Isabella Königin von England (1308–1327)      | Isabella Königin von England (1308–1327) | Isabella Königin von England (1308–1327) | Isabella Königin von England (1308–1327) | Isabella Königin von England (1308–1327)  | Isabella Königin von England (1308–1327)  |                                           |                                           | Eduard II. König von England (1307–1327)  | Eduard II. König von England (1307–1327)  | Eduard II. König von England (1307–1327) | Eduard II. König von England (1307–1327) | Eduard II. König von England (1307–1327) | Eduard II. König von England (1307–1327) |  |  | Philipp VI. König von Frankreich (1328–1350) | Philipp VI. König von Frankreich (1328–1350) | Philipp VI. König von Frankreich (1328–1350) | Philipp VI. König von Frankreich (1328–1350) | Philipp VI. König von Frankreich (1328–1350) | Philipp VI. König von Frankreich (1328–1350) |  |  | Philipp Graf von Évreux | Philipp Graf von Évreux | Philipp Graf von Évreux | Philipp Graf von Évreux | Philipp Graf von Évreux | Philipp Graf von Évreux |  |  |  |  |  |  |  |  |  |  |  |  |  |  |  |  |  |  |
| Ludwig X. König von Frankreich (1314–1316) | Ludwig X. König von Frankreich (1314–1316) | Ludwig X. König von Frankreich (1314–1316) | Ludwig X. König von Frankreich (1314–1316) | Ludwig X. König von Frankreich (1314–1316) | Ludwig X. König von Frankreich (1314–1316) |  |  | Karl IV. König von Frankreich (1322–1328) | Karl IV. König von Frankreich (1322–1328) | Karl IV. König von Frankreich (1322–1328) | Karl IV. König von Frankreich (1322–1328) | Karl IV. König von Frankreich (1322–1328)    | Karl IV. König von Frankreich (1322–1328)    |                                              |                                              | Philipp V. König von Frankreich (1316–1322)  | Philipp V. König von Frankreich (1316–1322)  | Philipp V. König von Frankreich (1316–1322) | Philipp V. König von Frankreich (1316–1322) | Philipp V. König von Frankreich (1316–1322) | Philipp V. König von Frankreich (1316–1322) |  |  | Isabella Königin von England (1308–1327)      | Isabella Königin von England (1308–1327) | Isabella Königin von England (1308–1327) | Isabella Königin von England (1308–1327) | Isabella Königin von England (1308–1327)  | Isabella Königin von England (1308–1327)  |                                           |                                           | Eduard II. König von England (1307–1327)  | Eduard II. König von England (1307–1327)  | Eduard II. König von England (1307–1327) | Eduard II. König von England (1307–1327) | Eduard II. König von England (1307–1327) | Eduard II. König von England (1307–1327) |  |  | Philipp VI. König von Frankreich (1328–1350) | Philipp VI. König von Frankreich (1328–1350) | Philipp VI. König von Frankreich (1328–1350) | Philipp VI. König von Frankreich (1328–1350) | Philipp VI. König von Frankreich (1328–1350) | Philipp VI. König von Frankreich (1328–1350) |  |  | Philipp Graf von Évreux | Philipp Graf von Évreux | Philipp Graf von Évreux | Philipp Graf von Évreux | Philipp Graf von Évreux | Philipp Graf von Évreux |  |  |  |  |  |  |  |  |  |  |  |  |  |  |  |  |  |  |
|                                            |                                            |                                            |                                            |                                            |                                            |  |  |                                           |                                           |                                           |                                           |                                              |                                              |                                              |                                              |                                              |                                              |                                             |                                             |                                             |                                             |  |  |                                               |                                          |                                          |                                          |                                           |                                           |                                           |                                           |                                           |                                           |                                          |                                          |                                          |                                          |  |  |                                              |                                              |                                              |                                              |                                              |                                              |  |  |                         |                         |                         |                         |                         |                         |  |  |  |  |  |  |  |  |  |  |  |  |  |  |  |  |  |  |
|                                            |                                            |                                            |                                            |                                            |                                            |  |  |                                           |                                           |                                           |                                           |                                              |                                              |                                              |                                              |                                              |                                              |                                             |                                             |                                             |                                             |  |  |                                               |                                          |                                          |                                          |                                           |                                           |                                           |                                           |                                           |                                           |                                          |                                          |                                          |                                          |  |  |                                              |                                              |                                              |                                              |                                              |                                              |  |  |                         |                         |                         |                         |                         |                         |  |  |  |  |  |  |  |  |  |  |  |  |  |  |  |  |  |  |
| Johann I. König von Frankreich (1316)      | Johann I. König von Frankreich (1316)      | Johann I. König von Frankreich (1316)      | Johann I. König von Frankreich (1316)      | Johann I. König von Frankreich (1316)      | Johann I. König von Frankreich (1316)      |  |  |                                           |                                           |                                           |                                           |                                              |                                              |                                              |                                              |                                              |                                              |                                             |                                             |                                             |                                             |  |  |                                               |                                          |                                          |                                          | Eduard III. König von England (1327–1377) | Eduard III. König von England (1327–1377) | Eduard III. König von England (1327–1377) | Eduard III. König von England (1327–1377) | Eduard III. König von England (1327–1377) | Eduard III. König von England (1327–1377) |                                          |                                          |                                          |                                          |  |  |                                              |                                              |                                              |                                              |                                              |                                              |  |  |                         |                         |                         |                         |                         |                         |  |  |  |  |  |  |  |  |  |  |  |  |  |  |  |  |  |  |

Englisches Wappen mit den drei Löwen (bis 1340)

Englisches Wappen, die Löwen sind nun mit den französischen Lilien kombiniert (ab 1340)

Als 1328 der letzte männliche Kapetinger und französische König Karl IV. starb und keine direkten Nachkommen hinterließ, war die Frage der Erbfolge zunächst ungeklärt. Nach dem geltend gemachten salischen Erbrecht, welches Thronansprüche über weibliche Nachkommen ausschloss, erhob sein Cousin Philipp von Valois als Philipp VI. aus der nächsten Nebenlinie der Kapetinger, dem Haus Valois, Anspruch auf den Thron. Aufgrund seiner Abstammung – seine Mutter Isabella war die Tochter von Philipp IV. – erhob auch König Eduard III. von England Ansprüche auf die Krone. Dieser Anspruch wurde zunächst wieder verworfen, da der erst 15 Jahre alte englische König unter der Vormundschaft seiner Mutter sowie ihres Geliebten Roger Mortimer stand, die beide einen schlechten Ruf in Frankreich genossen. Eduard konnte somit keine nennenswerte Unterstützung unter den französischen Pairs für seine Thronfolge erlangen und blieb als Kandidat aussichtslos. 

Verwandtschaftsverhältnisse

Nachdem Eduard 1330 die Regentschaft seiner Mutter und Mortimers abgeschüttelt hatte und selbstständig regierte, bemühte er sich zunächst um einen diplomatischen Ausgleich mit Frankreich bezüglich der Streitigkeiten in der Gascogne. Unter anderem gab es auch Überlegungen zu einer englischen Beteiligung an einem in den kommenden Jahren geplanten französischen Kreuzzug nach Outremer zur Rückeroberung Jerusalems. Dieser Kurs der Entspannung wurde 1332 aber jäh unterbrochen, als Edward Balliol mit einer privaten Armee in Schottland landete und die Anhänger des minderjährigen Königs David II. in der Schlacht von Dupplin Moor vernichtend schlug. Balliol krönte sich selbst zum schottischen König, Eduard erkannte ihn an und führte in den folgenden vier Jahren mehrere bewaffnete Expeditionen mit wechselndem Erfolg in das widerspenstige Schottland, um die Herrschaft Balliols und eigene Gebietsgewinne dort abzusichern. Der junge David II. konnte mit Hilfe Philipps VI. fliehen und fand Zuflucht im Château Gaillard in Frankreich.
Aufgrund der so genannten Auld Alliance, eines militärischen Beistandsabkommens zwischen Frankreich und Schottland, sah sich Philipp VI. in der Pflicht zu intervenieren. Nachdem einige diplomatische Offerten keinen Widerhall bei Eduard gefunden hatten, rüstete Philipp 1336 eine Flotte und Landungstruppen aus, um direkt in Schottland bewaffnet eingreifen zu können. Wegen Geldmangels konnten die hochtrabenden Pläne nicht verwirklicht werden, und so wurden die bereits angemusterten Schiffe ab 1337 stattdessen für sporadische Überfälle auf englische Handelsschiffe und Küstenstädte genutzt. In England setzte sich zu diesem Zeitpunkt die feste Überzeugung durch, dass Frankreich bald eine Invasion Südenglands plane. Eduard verließ Schottland, begann mit dem Aufbau einer englischen Kriegsflotte und schmiedete erste Pläne für eine Invasion Frankreichs.
Neben diesen realpolitischen Auseinandersetzungen gewann eine diplomatische Affäre zunehmende Bedeutung. Robert von Artois, ehemals ein enger Berater des französischen Königs, war über die Tatsache, dass er bei der Erbfolge der Grafschaft Artois übergangen worden war, mit Philipp und dem Haus Burgund in Streit geraten. Er wurde in die Emigration gezwungen und gelangte 1334 schließlich an den englischen Hof, wo er Aufnahme fand. Ab 1336, vor dem Hintergrund der zunehmenden Spannungen zwischen Frankreich und England, forderte Philipp die Auslieferung Roberts. Im Dezember schließlich erging ein Befehl an den Seneschall der Gascogne, Robert an den französischen König zu überstellen. Als Eduard, der in dieser Angelegenheit vom französischen König als sein Vasall angesprochen wurde, der Aufforderung nicht nachkam, erging Befehl, seine französischen Güter mit Waffengewalt einzuziehen, wozu am 30. April 1337 der Arrière-ban, also die Mobilisierung Frankreichs zum Krieg ausgerufen wurde. Etwa ein Jahr später, vermutlich im Mai 1338, überbrachte Bischof Henry Burghersh im Auftrag Eduards dem französischen König ein Schreiben, in dem er seinen Anspruch auf den französischen Thron gegenüber Philipp erklärte. Die öffentliche Proklamation Eduards zum „König von Frankreich“ erfolgte erst am 26. Januar 1340.
Damit waren die politischen Leitlinien beider Parteien im aufziehenden Krieg umrissen: Der französische König ging nach seinem Verständnis gegen einen unbotmäßigen Vasallen vor, während der englische König proklamierte, lediglich seinen legitimen Anspruch auf den französischen Thron gegen einen unrechtmäßigen Usurpator durchzusetzen. Beide Auffassungen sollten sich im folgenden Hundertjährigen Krieg anscheinend unversöhnlich gegenüberstehen.

## Erste Phase 1337–1386
Im Januar 1340 ernannte sich Eduard III. selbst zum französischen König und fiel mit seinen Truppen in Frankreich ein, um seinen Thronanspruch durchzusetzen. Sein Heer war den Franzosen zwar zahlenmäßig unterlegen, dennoch schlug er sie in der Schlacht von Crécy (1346) vernichtend, denn er führte etwa 8000 Langbogenschützen mit sich, die er taktisch geschickt einsetzte, indem er seine Ritter von ihren Pferden absitzen ließ und zwischen die Bogenschützen stellte. Im Jahr darauf konnte Calais nach elfmonatiger Belagerung eingenommen werden. Damit gewannen die Engländer einen strategisch wichtigen Brückenkopf an der Kanalküste.
1355 flammte der Krieg erneut auf, als der älteste Sohn Eduards III., Edward of Woodstock bei Bordeaux landete. Unter seiner Führung konnten die Engländer im September 1356 in der Schlacht bei Maupertuis in der Nähe von Poitiers ihren zweiten großen Sieg erringen und sogar König Johann II., der 1350 Philipp VI. auf den Thron gefolgt war, gefangen nehmen.
1360 beendete der Friede von Brétigny die erste Phase des Krieges. Eduard III. erklärte seinen Verzicht auf die französischen Thronansprüche gegen ein hohes Lösegeld für Johann und die Abtretung von Guyenne, Gascogne, Poitou und Limousin, die er in voller Souveränität, also ohne Lehnsabhängigkeit von der französischen Krone, in Besitz nehmen wollte.
Doch Frankreich wollte die verlorenen Gebiete zurückerlangen. Nachdem es in Kastilien mit Peter I. einen Verbündeten auf den Thron gebracht hatte, begannen ab 1369 unter dem französischen König Karl V. die Kriegshandlungen von neuem. In wenigen Jahren eroberten seine Söldner einen großen Teil der verlorengegangenen Gebiete zurück. Sie besiegten 1372 mit Hilfe der Kastilier die englische Flotte bei La Rochelle, eroberten unter Bertrand du Guesclin große Teile der Gascogne zurück und vertrieben die englischen Besatzungen aus der Normandie und der Bretagne.
Der frühe Tod des englischen Thronfolgers 1376 und der seines Vaters Eduard III. im darauffolgenden Jahr brachten die englischen Aktionen vorerst zum Erliegen, da der Sohn des Thronfolgers, der 1377 den englischen Thron als Richard II. bestieg, erst zehn Jahre alt war, und einem Regentschaftsrat unterstand. Nachdem Frankreich die meisten besetzten Gebiete zurückerobert hatte, scheiterten letzte Versuche Englands, mit Hilfe Portugals diese Situation zu drehen.
1386 führte Philipp II. von Burgund, der Onkel des französischen Königs, sogar ein burgundisch-französisches Heer samt einer Flotte von 1200 Schiffen bei der seeländischen Stadt Schleuse zusammen, um seinerseits eine Invasion Englands zu versuchen, jedoch scheiterte dieses Unterfangen. Für diesen Zweck wurde extra eine hölzerne Stadt mit durchnummerierten Holzteilen und dazugehörigen Scharnieren vorbereitet. Die Stadt sollte dabei eine Stadtmauer von 14 Kilometern Länge erreichen. Jedoch erschien der Bruder Philipps Johann von Berry, mit einer absichtlichen Verspätung, so dass die herbstliche Wetterlage ein Auslaufen der französischen Flotte verhinderte und sich das Invasionsheer daraufhin wieder zerstreute.
Letzten Endes wurden damit 1386 die Kampfhandlungen beendet, womit sich beide Seiten eine 28-jährige Pause verschafften; ein offizieller Friedensvertrag wurde jedoch erst 1396 unterzeichnet.

## Zweite Phase 1415–1435

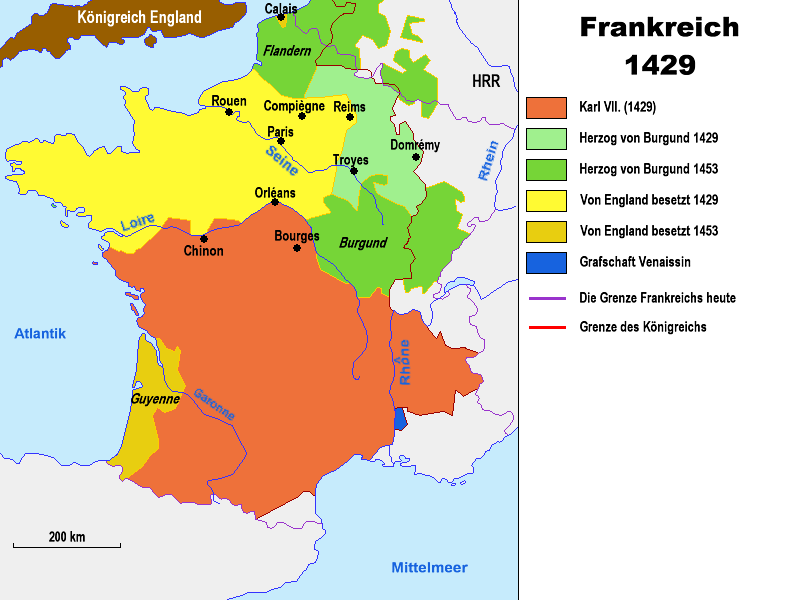
Frankreich 1429 bis 1453

Nach der Abdankung von König Richard II. im Jahre 1399 folgten in England mit Heinrich IV. (1399–1413) und Heinrich V. (1413–1422) zwei fähige Herrscher aus dem Haus Lancaster – einer Nebenlinie des Hauses Plantagenet. Nach Konsolidierung der Macht und der Versöhnung zwischen Krone und Parlament rückten die Expansionspläne wieder in das zentrale Interesse Englands. Ihr Ziel waren die reichen Städte Flanderns und die weiten Güter Aquitaniens.
Frankreichs durch Karl V. zwischenzeitlich wiedergewonnene Stärke zerrann unter seinem geisteskranken Nachfolger Karl VI. durch den plötzlichen Tod des Dauphins Ludwig und die erbitterten Kämpfe der Hofparteien des Herzogs von Orléans (Armagnacs) und des Herzogs von Burgund (Bourguignons), die um die Kontrolle des Königs rivalisierten. Die Ermordung beider Parteiführer trieb die Burgunder 1414 in ein Bündnis mit England, das in den Bürgerkrieg der Armagnacs und Bourguignons mündete.
1413 folgte Heinrich V., Urenkel Eduards III. aus dem Haus Lancaster, seinem Vater als englischer König nach und erneuerte den Anspruch auf den französischen Thron. Er nutzte die innenpolitische Lage in Frankreich aus, belagerte 1415 mit seinen Truppen Harfleur und wollte die Normandie erobern. Als Charles d’Albret mit französischen Truppen nahte, zog sich Heinrich in Richtung Calais zurück, wurde aber nach geschickter Umgehung aufgehalten und zur Schlacht gezwungen.

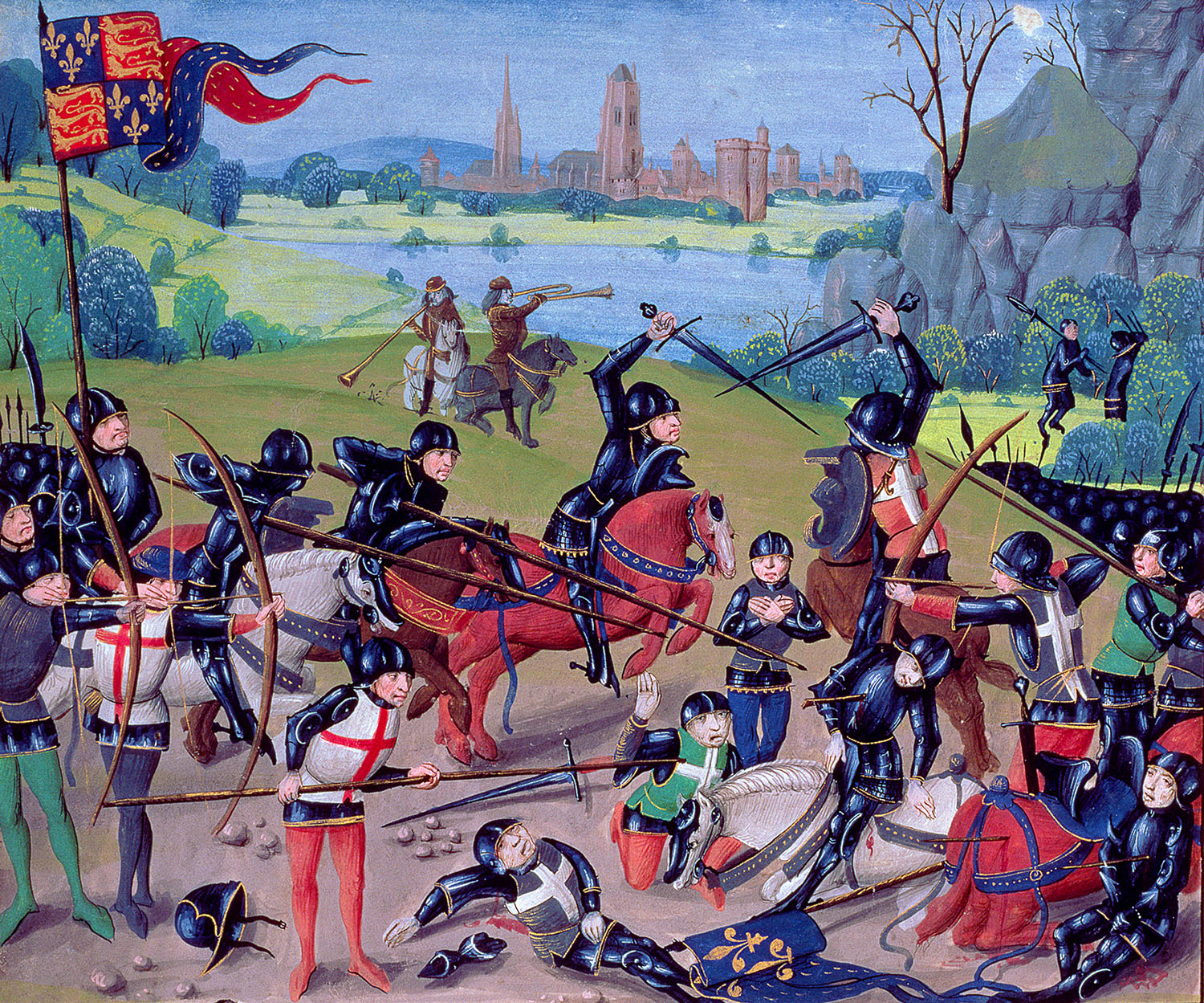
Die Schlacht von Agincourt in einer zeitgenössischen Darstellung

Nach starkem Regen kam es am Morgen des 25. Oktober 1415 zur Schlacht von Azincourt. Die Engländer waren dabei zahlenmäßig unterlegen (nach dem sich hierzu entwickelnden patriotischen britischen Mythos im Verhältnis 1:4, nach neueren Erkenntnissen wohl nur im Verhältnis 2:3), da Heinrich V. bereits einen Großteil seines Heeres bei der Belagerung durch Seuchen verloren hatte. Aber eine schlechte Schlachtaufstellung der französischen Armbrustschützen und der vom Regen aufgeweichte Boden ließen die übermütigen schwer gerüsteten französischen Ritter und die Artillerie im Schlamm stecken bleiben. So wurde der französische Gegenangriff zurückgeschlagen. Die Franzosen gerieten in Unordnung und Panik und wurden schließlich von den englischen Langbogenschützen niedergestreckt. Um genügend Männer für den letzten halbherzigen Angriff versprengter Franzosen bereitzuhaben, ließ Heinrich den Großteil der in der Zwischenzeit gefangenen Franzosen kurzerhand töten, damit sie nicht bewacht werden mussten. Die Schlacht endete für Frankreich in einer Katastrophe: 5000 Mann des französischen Adels und der Ritterschaft waren gefallen, weitere 1000 gefangen genommen. Die Engländer hatten nur etwa 100 Mann Verluste zu beklagen.
Heinrich V. setzte 1417 seinen Eroberungsfeldzug fort, bei dem er weite Teile Nordfrankreichs unter englische Herrschaft brachte. In Paris fielen die Bourguignons ein und übernahmen die Herrschaft über die Stadt. Als König Karl VI. und seine Gattin Isabeau 1418 in die Gewalt der Burgunder gerieten, floh der erst 16 Jahre alte letzte Thronerbe, der spätere Karl VII., aus der Stadt nach Südfrankreich und verbündete sich dort mit den Armagnacs. 1419 ermordeten seine Männer Johann Ohnefurcht, den Herzog von Burgund, was den Konflikt mit Isabeau noch verschärfte.
Im Vertrag von Troyes erklärte 1420 Isabeau im Namen Karls VI. schließlich ihren Sohn Karl, den Dauphin, für illegitim und schloss ihn damit von der Thronfolge aus. Als Erbe wurde stattdessen Heinrich V. eingesetzt, der zudem Katharina, die Tochter Karls VI., ehelichte. Heinrich starb aber überraschend im August 1422, Karl VI. knapp zwei Monate später. Die Franzosen erkannten den Vertrag daraufhin nicht mehr an und riefen den Dauphin als Karl VII. zum König von Frankreich aus. Der englische Regent John of Lancaster war bestrebt, die Anerkennung des Vertrages von Troyes im gesamten Königreich für den einjährigen Heinrich VI., den Sohn Heinrichs V. und Enkel Karls VI., durchzusetzen.
Die Engländer eroberten Nordfrankreich bis zur Loire-Linie und begannen 1428 mit der Belagerung von Orléans, dem Schlüssel zu Südfrankreich und dem Dauphin in Bourges. In dieser verzweifelten Lage schöpften die Franzosen durch das Auftauchen eines jungen Mädchens wieder neuen Mut – Jeanne d’Arc. Von ihren göttlichen Visionen geleitet, überzeugte sie den Dauphin, dass sie die Franzosen zum Sieg führen werde. Ihr Einsatz führte zum Ende der Belagerung von Orléans durch die Engländer und zur Eroberung von Reims, Krönungsort der Könige von Frankreich.

Jeanne d’Arc bei der Krönung Karls VII. (Historiengemälde von Dominique Ingres, 1854)

1429 wurde Karl VII. in Reims zum König von Frankreich gekrönt. Bald darauf wurden, unter dem Einfluss der Friedenspartei am Hofe, Verträge mit Philipp dem Guten von Burgund geschlossen. Diese nutzte Philipp jedoch dazu, Verstärkung nach Paris zu bringen. Als der Angriff auf Paris letztendlich erfolgte, wurden die Franzosen daher unter schweren Verlusten zurückgeschlagen. Karl und seinen Ratgebern wurde klar, dass die englisch-burgundische Allianz zu stark war und gebrochen werden musste.
Karl VII. untersagte Jeanne d’Arc jede weitere militärische Aktion, um die fortschreitenden Verhandlungen mit den Burgundern nicht weiter zu gefährden. Johanna zog daraufhin auf eigene Faust gegen die Besatzer. Bei Compiègne wurde sie von den Burgundern gefangen genommen und für 10.000 Franken an die Engländer verkauft. In dem folgenden Inquisitionsprozess unter dem Vorsitz von Pierre Cauchon, Bischof von Beauvais, wurde Jeanne d’Arc ein Pakt mit dem Teufel, das Tragen von Männerkleidung und ein kurzer Haarschnitt vorgeworfen. Am Ende wurde sie der rückfälligen Häresie für schuldig befunden und am 30. Mai 1431 in Rouen auf dem Scheiterhaufen verbrannt.
Ihr Märtyrertod stärkte Karl VII. und schüchterte die Burgunder ein. So erreichte schließlich Karl VII. durch die Vermittlung von Papst Eugen IV. und das Konzil von Basel im Vertrag von Arras (1435) eine Verständigung und die Lösung Burgunds von England.

## Dritte Phase 1436–1453

Frankreich nach dem Ende des Hundertjährigen Krieges

Doch selbst mit Jeanne d’Arcs Tod konnten die Engländer die Niederlage im Hundertjährigen Krieg nicht mehr abwenden. Heinrich VI. wurde zwar noch im selben Jahr in Paris zum französischen König gekrönt, doch hatte dies nicht annähernd die gleiche politische Wirkung wie die Königsweihe Karls in Reims.
Nachdem 1435 der Herzog von Burgund das Bündnis mit England aufgegeben hatte, waren die Franzosen auf dem Vormarsch. Der seit 1436 mündige, aber leicht beeinflussbare Heinrich VI. von England vermochte dem nichts entgegenzusetzen. 1436 bis 1441 erfolgte die Rückeroberung der Île-de-France, trotz des französischen Adelsaufstandes der Praguerie unter einem der wichtigsten französischen Feldherrn und Diplomaten, Jean de Dunois. 1437 zog Karl VII. – der Siegreiche – in die Hauptstadt Paris ein. Darauf folgten französische Vorstöße nach Südwestfrankreich (1442) und in die Normandie (1443), die nach dem Waffenstillstand von 1444 in den Jahren 1449/50 endgültig an Frankreich verloren ging.
Die Handlungsunfähigkeit der Engländer resultierte aus der Verbannung und Ermordung des Duke of Suffolk, wichtigster Ratgeber des Königs, durch das Parlament, dem Aufstand 1451 und dem 1452 versuchten Staatsstreich des Herzogs von York. 1453 folgte der gesundheitliche Zusammenbruch des Königs. Die um ihren Brückenkopf Calais besorgten Engländer eröffneten eine Gegenoffensive, die aber mit Niederlage und Tod des englischen Heerführers John Talbot bei Castillon endete. Bordeaux wurde 1453 von den Franzosen erobert.
Mit diesem Sieg fielen fast alle von den Engländern beherrschten Territorien auf dem Festland an Frankreich zurück, lediglich Calais verblieb bis zu dessen Rückeroberung durch Frankreich im Jahr 1558 in englischem Besitz. Das Ende des Hundertjährigen Krieges hatte eine große Zahl beschäftigungsloser Söldner nach England zurückgeführt, welches in den folgenden 31 Jahren in den Rosenkriegen zwischen den Häusern Lancaster und York versank. Dennoch gaben die englischen Könige ihren Anspruch auf die französische Krone, die sie stets im Titel führten, erst während der Koalitionskriege gegen das revolutionäre Frankreich Anfang des 19. Jahrhunderts auf.